# Talloires-Montmin
Talloires-Montmin község Franciaország Auvergne-Rhône-Alpes régiójában, Haute-Savoie megyében. Új községként 2016. január 1-jén jött létre Talloires és Montmin község egyesítésével. A két korábbi település delegált község státusszal az új község része lett. Lakosainak száma 1913 fő (2022. január 1.).

## Népesség
| Lakosok száma | 1996 | 1971 | 1948 | 1924 | 1926 | 1913 |
|               | 2017 | 2018 | 2019 | 2020 | 2021 | 2022 |